# Alfred C. Marble, Jr.
Alfred Clark Marble, Jr., aussi appelé Chip, né le 4 avril 1936 à Oneonta (New York) et mort le 30 mars 2017, est évêque du Mississippi de 1993 à 2003 et l'évêque assistant de Caroline du Nord entre 2005-2013 au sein de l'Église épiscopale.

## Biographie
Alfred C. Marble naît le 4 avril 1936 à Oneonta, New York, d'Alfred Clark Marble et de Charlotte Elizabeth Humbarger. Il étudie à l'université du Mississippi, à l'école de théologie de l'université du Sud et à l'université d'Édimbourg. Il est ordonné diacre le 22 juin 1967 et est nommé vicaire de l'église St James à Jackson dans la Mississippi. Après son ordination sacerdotale en 1968, il sert à l'église St Timothy de Southaven dans le même État, à l'église Holy Cross d'Olive Branch, à l'église St Peter d'Oxford (Mississippi) et aumônier de l'université du Mississippi et à l'église de la Nativité de Water Valley (Mississippi).
En 1991, Alfred C. Marble est élu évêque coadjuteur du Mississippi. Il est consacré le 15 juin 1991 à l'Auditorium municipal de Jackson, dans le Mississippi. Il est évêque diocésain le 18 septembre 1993. Pendant son séjour dans le Mississippi, il s'engage en faveur de la réconciliation raciale, des efforts pour travailler avec les pauvres, les immigrants, les personnes LGBT et celles qui sont privées de leurs droits ou ignorées, ce qui lui vaut la médaille de l'évêque lors de la 198e convention annuelle. Après avoir pris sa retraite du Mississippi en 2003, il est évêque assistant dans le diocèse épiscopal de Caroline du Nord. Pendant son séjour en Caroline du Nord, il participé à la mise en place de la Commission vérité et réconciliation de Greensboro. Il meurt le 29 mars 2017.